# جون أشتون (منتج أسطوانات)
جون أشتون (بالإنجليزية: John Ashton)‏ هو عازف قيثارة ومنتج أسطوانات وملحن بريطاني، ولد في 30 نوفمبر 1957 في فورست غيت ‏ في المملكة المتحدة.

## وصلات خارجية
- جون أشتون على موقع IMDb (الإنجليزية)
- جون أشتون على موقع ميوزك برينز (الإنجليزية)
- جون أشتون على موقع إن إن دي بي (الإنجليزية)
- جون أشتون على موقع أول ميوزيك (الإنجليزية)
- جون أشتون على موقع ديسكوغز (الإنجليزية)
- جون أشتون على موقع قاعدة بيانات الفيلم (الإنجليزية)